# Helmi Ohlhagen

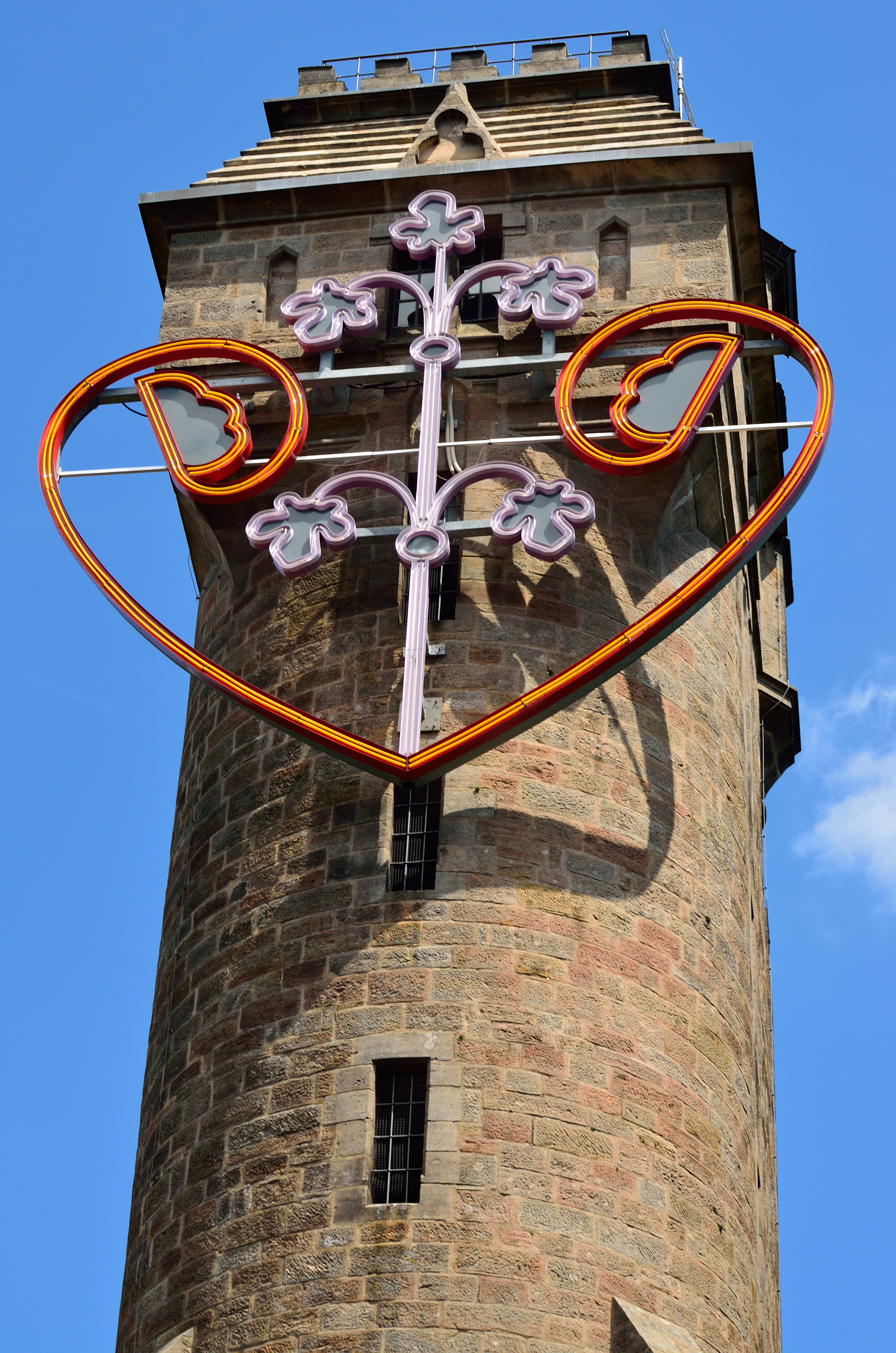
Helmi Ohlhagens interaktives Lichtkunstwerk »Siebensiebenzwölfnullsieben« (2007) am Spiegelslustturm bei Marburg

Helmi Ohlhagen (* 1967 in Hannover) ist eine deutsche Malerin.

## Leben
Helmi Ohlhagen ist die Tochter von Hermann Huttel. Sie studierte in den Jahren von 1987 bis 1995 Kunstgeschichte, Grafik und Malerei sowie Medienwissenschaft in Marburg. In den Jahren von 1997 bis 2007 wurden ihr Lehraufträge an der Justus-Liebig-Universität Gießen und an der Philipps-Universität Marburg übertragen. In den Jahren von 2002 bis 2006 war sie Werkstattleiterin für Druckgrafik am Institut für Bildende Kunst der Philipps-Universität Marburg. Im Jahr 2004 wurde sie mit dem Kunstpreis der Stadt Limburg für Malerei ausgezeichnet. Seit 2007 ist sie wissenschaftliche Angestellte am Institut für Bildende Kunst der Philipps-Universität Marburg, seit 2011 stv. Geschäftsführende Direktorin.

## Ausstellungen (Auswahl)
- 1993: Viatge d`Hivern, Galerie Sebastià Petit, Lleida, Spanien
- 1994: Galería Spectrum Sotos, Zaragoza, Spanien
- 1995: Imagen real, Centro Insular de Cultura, Las Palmas de Gran Canaria, Spanien
- 2002: Schlangenhaus, Universitätsmuseum für Bildende Kunst, Marburg a. d. Lahn
- 2004: Gut gemalt: Kunstpreis der Stadt Limburg, Kunstsammlungen der Stadt Limburg a. d. Lahn (mit Thomas Dillmann)
- 2005: Malerei und Grafik, Lorraine Ogilvie Gallery, Marburg a. d. Lahn
- 2007: Fünfzehn, Marburger Kunstverein, Marburg a. d. Lahn
- 2008: Malerei und Zeichnung, Lorraine Ogilvie Gallery, Marburg a. d. Lahn
- 2009: IV. Ellwanger Kunstausstellung, Kunstverein Ellwangen, Schloss ob Ellwangen.
- 2009: Rötelschwärze, Atelierhaus Hirtenscheuer, Schwäbisch Hall (mit Susanne Neuner)
- 2012: Depotwechsel, Kunstmuseum Marburg, Marburg a. d. Lahn
- 2012: V. Ellwanger Kunstausstellung, Kunstverein Ellwangen, Schloss ob Ellwangen
- 2014: Die Schalen, Lorraine Ogilvie Gallery, Marburg a. d. Lahn
- 2014: Today Only, Galerie am Dom, Frankfurt am Main
- 2015: art Karlsruhe: Internationale Messe für Klassische Moderne und Gegenwartskunst, Lorraine Ogilvie Gallery
- 2015: Neues, Anderes & der Himmel hält, Kunstmuseum Marburg, Marburg a. d. Lahn

## Veröffentlichungen (Auswahl)
- Galerie am Dom Frankfurt, Lorraine Ogilvie Gallery (Hrsg.): Helmi Ohlhagen: Today Only: Malerei 2004–2014. Michael Herrmann, Eckhard Kremers, Michael Marks (Textbeiträge). Auflage 800 Exemplare, davon 20 Vorzugsausgaben mit einer Radierung, Softcover, 27,5 × 21 cm, 64 Seiten. Galerie am Dom, Frankfurt 2014, ISBN 978-3-00-046907-7.
- Christa Lichtenstern, Susanna Kolbe: Das Marburger Lichtkunstwerk Siebensiebenzwölfnullsieben von Helmi Ohlhagen. Softcover, 17 × 17 cm, 56 Seiten. Jonas Verlag, Marburg 2007, ISBN 978-3894453923.
- Marburger Universitätsmuseum für Bildende Kunst (Hrsg.): Helmi Ohlhagen: Schlangenhaus. Christina Scherer (Textbeitrag). Auflage 500 Exemplare, davon 20 Vorzugsausgaben mit einer Radierung, Softcover, Rückenstichheftung, 24 × 17 cm, 16 Seiten. Marburger Universitätsmuseum für Bildende Kunst, Marburg 2002.
- Kunstsammlungen der Stadt Limburg (Hrsg.): reVision: 10 Jahre Kunstpreis der Stadt Limburg. Kunstsammlungen der Stadt Limburg, Limburg 2006,  ISBN 978-3936162059, S. 68–77.